# Bathelia candida
Bathelia candida is een rifkoralensoort uit de familie van de Oculinidae. De wetenschappelijke naam van de soort is voor het eerst geldig gepubliceerd in 1881 door Moseley.